# Prix Apollo
O Prix Apollo (Prêmio Apollo) foi um prêmio francês que premiava o melhor romance de ficção científica publicado na França no ano precedente.
Foi criado em 1972 pelo editor francês Jacques Sadoul, com a ajuda de outro editor, Jacques Goimard. 
Seu nome foi escolhido como referência ao foguete norte-americano Apollo 11 e pela simplicidade do nome. 
O júri era composto por: René Barjavel, Jacques Bergier, Jean-Jacques Brochier, Michel Butor, Michel Demuth, Jacques Goimard, Francis Lacassin, Michel Lancelot, François Le Lionnais, Alain Robbe-Grillet, e Jacques Sadoul. Os escritores Gérard Klein e Pierre Boulle foram convidados mas declinaram do convite.
A premiação foi interrompida em 1990, e desde então não mais foi concedida.

## Vencedores
Obs: os títulos estão na língua original.
- 1972 : Isle of the Dead - Roger Zelazny
- 1973 : Stand on Zanzibar - John Brunner
- 1974 : The Iron Dream (O Sonho de Ferro) - Norman Spinrad
- 1975 : L'Enchâssement - Ian Watson
- 1976 : Les Ailes de la nuit - Robert Silverberg
- 1977 : Cette chère humanité - Philippe Curval
- 1978 : Hellstrom's Hive - Frank Herbert
- 1979 : La Grande Porte - Frederik Pohl
- 1980 : Persistence of the vision - Coleção de John Varley
- 1981 : Le Temps des genevriers - Kate Wilhelm
- 1982 : L'Idiot-roi - Scott Baker
- 1983 : L'Orbe et la roue - Michel Jeury
- 1984 : Les Semeurs d'abîmes - Serge Brussolo
- 1985 : La Citadelle de l'Autarque - Gene Wolfe
- 1986 : Blood Music - Greg Bear
- 1987 : The Anubis Gates - Tim Powers
- 1988 : La Compagnie des glaces - Georges-Jean Arnaud
- 1989 : Le Pays du fou rire - Jonathan Carroll
- 1990 : Argentine - Joël Houssin